# Orthopyxis integra
Orthopyxis integra är en nässeldjursart som först beskrevs av William MacGillivray 1842.  Orthopyxis integra ingår i släktet Orthopyxis och familjen Campanulariidae. Arten är reproducerande i Sverige. Inga underarter finns listade i Catalogue of Life.